# Эр (Верхние Пиренеи)
Эр (фр. Hères, окс. Èras) — коммуна во Франции, находится в регионе Юг — Пиренеи. Департамент — Верхние Пиренеи. Входит в состав кантона Кастельно-Ривьер-Бас. Округ коммуны — Тарб.
Код INSEE коммуны — 65219.

## География

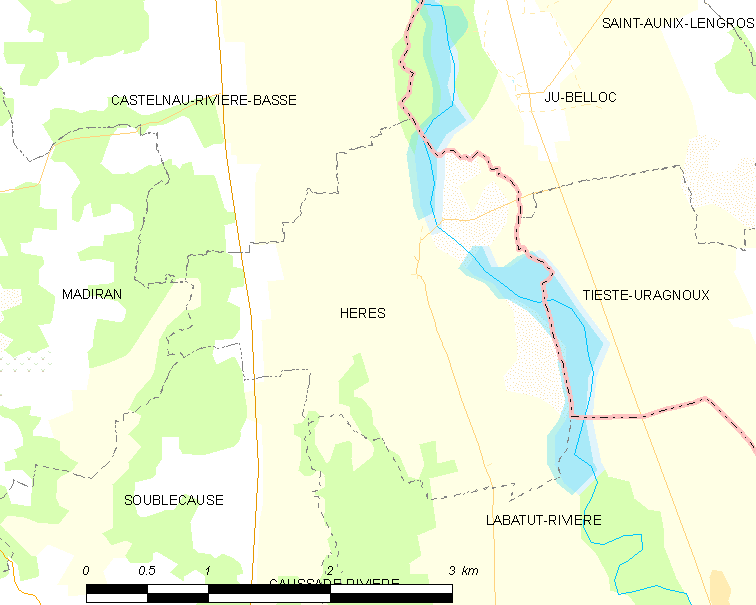
Карта коммуны

Коммуна расположена приблизительно в 620 км к югу от Парижа, в 120 км западнее Тулузы, в 37 км к северу от Тарба.
По территории коммуны протекают реки Адур и Луэт.

## Климат
Климат умеренно-океанический с солнечной тёплой погодой и обильными осадками на протяжении практически всего года.

## Население
Население коммуны на 2010 год составляло 125 человек.
| 1962 | 1968 | 1975 | 1982 | 1990 | 1999 | 2010 |
| ---- | ---- | ---- | ---- | ---- | ---- | ---- |
| 162  | 162  | 139  | 145  | 128  | 124  | 125  |

## Администрация
| Период | Период | Фамилия      | Партия       | Примечания |
| ------ | ------ | ------------ | ------------ | ---------- |
| 2001   | 2008   | Жозеф Латапи | Разные левые |            |
| 2008   | 2020   | Жак Дюффо    |              |            |

## Экономика
В 2010 году среди 68 человек трудоспособного возраста (15-64 лет) 44 были экономически активными, 24 — неактивными (показатель активности — 64,7 %, в 1999 году было 79,7 %). Из 44 активных жителей работали 39 человек (20 мужчин и 19 женщин), безработных было 5 (3 мужчин и 2 женщины). Среди 24 неактивных 5 человек были учениками или студентами, 17 — пенсионерами, 2 были неактивными по другим причинам.